# محاولة انقلاب 1976 في نيجيريا

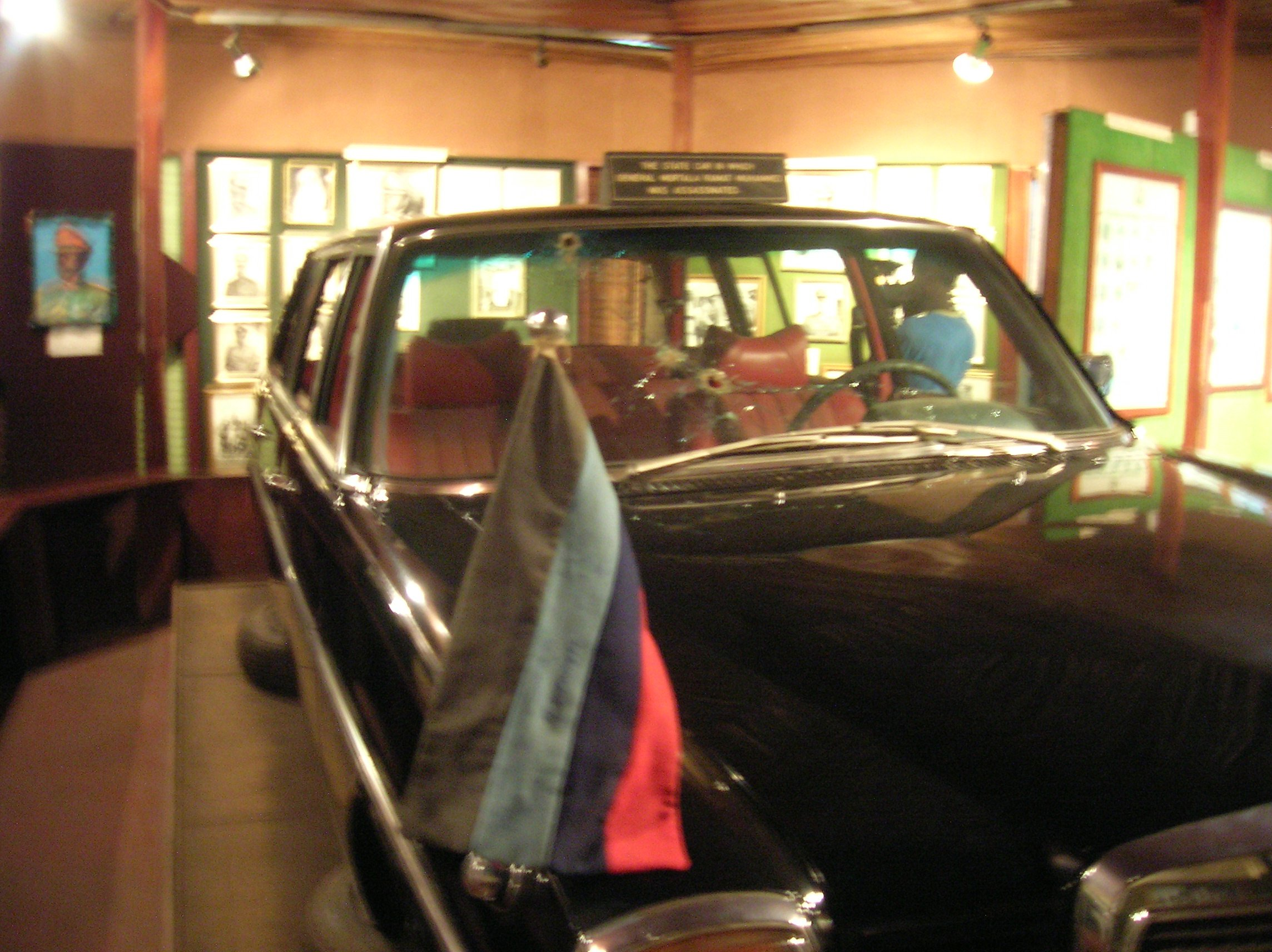
سيارة مرسيدس بنز دبليو 114 التي اغتيل فيها مورتالا محمد؛ تظهر عليها ثقوب الرصاص في الزجاج الأمامي. معروضة في المتحف الوطني النيجيري في لاغوس.

في 13 فبراير 1976، وقعت محاولة انقلاب في نيجيريا، وذلك عندما حاول فصيل من ضباط القوات المسلحة النيجيرية بقيادة المقدم بوكا سوكا ديمكا، الإطاحة بحكومة الجنرال مورتالا محمد (الذي تولى السلطة في انقلاب 1975).
اغتيل مورتالا محمد في لاغوس، مع مساعده في المعسكر الملازم أكينتوند أكينسينوا، عندما تعرضت سيارته لكمين في إيكوي في طريقها إلى ثكنة دودان، من قبل مجموعة من الجنود بقيادة ديمكا. وكان ديمكا قد أذاع في خطبته إلى الأمة، أنّ الفساد والتردد والاعتقال والاحتجاز دون محاكمة والضعف من جانب محمد وسوء الإدارة بشكل عام من أسباب الإطاحة بالحكومة. تم قمع محاولة الانقلاب بعد عدة ساعات من قبل القوات الحكومية.
بعد مطاردة استمرت ثلاثة أسابيع، قُبض على ديمكا بالقرب من أباكاليكي في جنوب شرق نيجيريا في 6 مارس 1976. بعد محكمة عرفية، تم إعدام ديمكا و6 متآمرين آخرين رمياً بالرصاص في 15 مايو 1976.
خلف الجنرال محمد الفريق أولوسيجون أوباسانجو كرئيس للدولة.